# 公立下蒲刈病院
公立下蒲刈病院（こうりつしもかまがりびょういん）は、広島県呉市（下蒲刈島）にある医療機関。

## 沿革
- 1952年（昭和27年）4月1日 - 下蒲刈村立蒲刈病院として開設（病床20床）[1]
- 1988年（昭和63年）9月1日 - 公立下蒲刈病院に改称して移転（病床49床）[1]

## 建物
- 鉄筋コンクリート造、地上4階[1]

## 病床数
- 一般病棟49床[1][2]

## 診療科・診療部門
- 内科
  - 消化器内科
  - 循環器内科
- 脳神経内科
- 整形外科
- 脳神経外科
- 外科
- 耳鼻咽喉科
- リハビリテーション科
- 放射線科
- 歯科
- 歯科口腔外科
- 眼科（休診中[1]）
- 小児科（休診中[1]）

## 医療機関の指定等
- 救急告示医療機関[1]

## 所在地
- 呉市下蒲刈町下島2120番地4[1][2]

## 附属施設
- 蒲刈診療所（呉市蒲刈町田戸2308番地1[1]） - 2023年3月末で廃止[3]
- 大地蔵診療所（呉市下蒲刈町下島3397番地2[1]） - 2023年3月末で廃止[3]